# انفجار هالیفاکس
انفجار هالیفاکس (انگلیسی: Halifax Explosion) یک فاجعه دریایی در هلیفکس، نوا اسکوشیا بود که در ۶ دسامبر ۱۹۱۷ اتفاق افتاد. یک کشتی باری فرانسوی که حامل مواد منفجره برای جنگ جهانی اول بود، با یک کشتی بلژیکی در بندر هالیفاکس کانادا برخورد کرد. انفجار این کشتی ،به عنوان دومين انفجار دست بشر بعد از انفجار بيروت بوده است و قدرت انفجار آن معادل سه کیلوتن تی‌ان‌تی بود. حدود ۲۰۰۰ نفر کشته و ۹۰۰۰ تن آسیب دیدند.